# Zorroza Fútbol Club
El Zorroza Fútbol Club es un club de fútbol del barrio de Zorroza, en Bilbao  (Vizcaya),

## El club: uniforme, escudo y sede
Fue fundado hacia 1914, y se afilió a la Federación Vizcaína de Fútbol en 1921. Juega en el Polideportivo de Zorroza (terreno de hierba artificial) ubicado en el antiguo Matadero, desde 2008, y que acoge alrededor de mil aficionados (anteriormente utilizaba el campo de La Base o "Campo del Zorroza", inaugurado en 1964, y hoy inhabilitado para la actividad futbolística). Militó en seis ocasiones en Tercera División, en el grupo IV. Actualmente lo hace en Segunda División Territorial (competición gestionada por la Federación Vizcaína de Fútbol) .
Sus colores son: camiseta color morado, pantalón blanco y medias color morado. En fotografías antiguas se pueden observar equipaciones blancas con pantalón negro. A decir verdad, ningún aficionado veterano recuerda por qué se escogió el color morado. De todos modos, la identificación del barrio con su club es tal que en las fiestas de San Miguel, patrono de Zorroza, los pañuelos de fiesta son de esa tonalidad, con lo que el color del club ha pasado a simbolizar el del barrio.
Como buen equipo bilbaíno que se precie, el escudo contiene el puente de San Antón que aparece en el de la villa, junto con las iniciales entrelazadas sobre fondo morado. Anteriormente utilizó otro emblema mucho más sencillo: un gallardete o bandera rectangular de color morado con un círculo blanco en el que se podían ver las letras ZFC. En los años 60 pasó a utilizar el escudo actual.
La sede social estuvo, en el regreso a las competiciones de los años 40 y principio de los 50, en el "Bar Patxo" cuyo dueño era  D. Francisco Bilbao Zárraga, entonces presidente del club.  En esos años, el “Bar Patxo” era el centro neurálgico de la Zorroza de la época y, en la trastienda del local se celebraban asambleas, reuniones referentes al equipo, se trataban cuestiones administrativas e incluso se custodiaban las equipaciones de los jugadores. Más tarde, y durante casi medio siglo, la sede se trasladó al popularísimo "Bar Felisa", en Fray Juan, 8, alternando con las oficinas del campo de La Base. El local, hoy cerrado, era un simpático y pequeño museo con recuerdos de la parroquia zorrozana, situado en la calle principal del barrio. Para las asambleas de socios, el club utilizaba los locales de la parroquia de la Milagrosa.
Actualmente, y desaparecidos el campo, el "Bar Patxo" y el "Felisa", las oficinas del club están en el Polideportivo de Zorroza.
El himno data de los años 90, aunque siempre hubo canciones populares alusivas al equipo morado y a sus rivalidades con el Sporting de Lutxana o el Larramendi.

## Los comienzos: de la Punta a Basabe (1917-1964)
Su trayectoria fue irregular al principio, jugando en las categorías regionales hasta 1936, usando un terreno en La Punta de Zorroza, donde confluyen el río Cadagua y la Ría de Bilbao (etimológicamente, "Zorrotza" en euskera significaría "el filo, la punta"). En 1936 el club deja de competir por causa de la Guerra Civil. Retoma las actividades en Segunda Regional las temporadas 40-41 y 41-42, con un nuevo parón de tres años inactivo.
En 1945, de la mano de su presidente, D. Jesús Marqués, se inscribe de nuevo al club en la FVF. El principal problema era que el campo de La Punta ya no estaba disponible y era preciso jugar en terrenos prestados, normalmente el de Basabe (Cruces-Baracaldo), o el de Etxezuri, hoy desaparecidos. El club solía desempeñarse en Segunda Regional, con ocasionales y efímeras presencias en Primera Regional.

## Se inaugura "La Base" (1964)
Sin campo propio, el Zorroza no podía desarrollarse como entidad ni como club con ambiciones. A mediados de la década de los 60, la directiva se planteó como objetivo conseguir un terreno fijo y en el barrio. Las gestiones que hizo el sr. Marqués con su amigo D. Ramón de la Sota, un acaudalado propietario bilbaíno, culminaron el 6 de septiembre de 1964, con la inauguración del Campo de la Base. Las fotos de entonces muestran un terreno sin apenas graderío, pero con aficionados entusiastas y satisfechos con D. Juan Blanco como presidente, D. Jesús Marqués como presidente de honor y el párroco D. Vicente Zabala (presbítero muy querido en el barrio, y que tiene una calle dedicada en él) impartiendo la bendición. La consecución del campo atrajo nuevos socios y logró estabilizar la afición.
Se dice que la tradición de jugar como local los domingos a las 11,15 tiene su origen en una petición del propio párroco D. Vicente, con el fin de poder compatibilizar a los aficionados la asistencia a misa con ir al fútbol.

## Ascensos a Tercera: los años dorados (1978-1999)
Como si los resultados acompañaran la adquisición de la Base, el club asciende a Primera Regional. Y en 1967 llega a tocar la gloria con los dedos, jugando una promoción de ascenso a Tercera División con el Naval de Reinosa
promoción ganada por el club cántabro. Pese a la pequeña decepción (realmente el club no estaba preparado para afrontar la categoría superior), el Zorroza sigue animoso, consolidando su masa social y mejorando su nivel. En 1971 asciende a la recién creada Regional Preferente y tras convertirse en "gallito" de la categoría, en 1979 logra por fin subir a Tercera División, con D. Juan Blanco al frente del club. Club Bermeo, 1- Zorroza, 2 fue el resultado de la última jornada en el campo bermiotarra de Itxasgane que permitió a los zorrozanos ser subcampeones de grupo y ascender directamente sin necesidad de partidos extra.
Tres temporadas militó en esta primera etapa, descendiendo a Preferente. El club se consolida como una entidad seria y con aspiraciones, a veces fallidas como la promoción de 1995 jugada ante el Mercedes Benz de Vitoria y el Hondarribia F.E.. Un año después, en 1996, con D. Vicente Yarto como primer mandatario y D. Manuel Cabello como vicepresidente, el equipo dirigido desde el banquillo por Víctor Llopis logra ascender ganando en la Base 1-0 al C.D. Padura y superando al Club Portugalete, su rival más directo en la pugna por el título. El Zorroza queda campeón y asciende, un logro muy meritorio en un club con un presupuesto muy limitado.
El Zorroza del regreso a Tercera es un equipo serio, estable y trabajador: Rober, Guerrero, Zabaleta, Ellakuria, Txueka, Salva, Javi, Casimiro... formaron un bloque que logró una permanencia meritoria y trabajada, con un 0-1 marcado por Raúl Guerrero ante el Mondragón que le valió quedarse en categoría nacional. Anécdota: el Mondragón vestía de morado y blanco, y tuvo que ser la S.D. Iturrigorri (club con el que el Zorroza ha tenido una excelente relación)  la que se ofreciera a prestar al Zorroza un equipaje rojo para salir del apuro, pues como visitantes, los zorrozanos eran los que debían cambiar de equipaje. Finalmente, y a última hora, se compró un juego de camisas rojas con las que se ganó ese histórico partido.

## La actualidad (2000-2021)
El Zorroza, un club serio y austero, se vio obligado a pasar unos años malos con dos descensos consecutivos, y entre 2015 y 2019 jugó en Tercera Regional. Preside actualmente el club D. Eduardo Del Castillo Gutiérrez.
Con motivo de retomar la cantera que se había perdido, en el año 2017-2018, se crea la Zorrotza Futbol Eskola. Esa temporada se crea un equipo benjamín, la siguiente temporada pasarían a tener un benjamín y un alevín, y en la temporada 2019-2020, cuentan con 2 equipos prebenjamines, 1 benjamín, 2 alevines y 1 infantil.
En la temporada 2019-2020, la competición quedó suspendida por la pandemia del COVID 19, con el club como líder de su grupo de Tercera División Territorial (Tercera Regional y quinto nivel de la pirámide en Vizcaya). La FVF acuerda respetar los ascensos y el club morado sube a Segunda Territorial.
Durante la temporada 20-21 continuó la suspensión de las actividades futbolísticas regionales (de hecho, solamente se jugó una jornada). En marzo, la FVF crea una competición de libre inscripción para mantener activos los clubs, pero el Zorroza decide no participar, sacando a competición solamente el cadete de Segunda Regional.

## Torneo Cortasa
En los años 70, además, D. Juan Blanco, gestiona la creación del torneo veraniego CORTASA, un cuadrangular al que han acudido clubs como el Bilbao Athletic, la Sociedad Deportiva Lemona, el Club Deportivo Santurtzi, el histórico y desaparecido Sestao Sport, el Barakaldo Club de Fútbol... Eligiendo estos equipos tan atractivos, la idea del sr. Blanco era obtener una buena taquilla y rodar al once morado con rivales de nivel.

## El LXXV Aniversario
En agosto de 1991 el Athletic Club y la Sociedad Deportiva Eibar contribuyeron a dar brillo a los festejos de los 75 años del club jugando un partido de homenaje al club morado y a su afición. Sin embargo, y en honor a la verdad hay que decir que la fecha de 1914 no es sino una aproximación a los orígenes del Zorroza, por lo que se consideró como simbólica tal celebración. A efectos federativos, el 75 cumpleaños se debería haber celebrado en 1996.

## La afición y los rivales
El Zorroza es un equipo histórico, respetado y popular en toda Vizcaya con muchos años de trayectoria limpia y deportiva. Su público ha sido siempre considerado como "entendido en fútbol", "un tanto frío" y "muy respetuoso y deportivo" (así lo declararon muchas veces jugadores de todos los tiempos) . La máxima rivalidad la mantiene con clubs clásicos de la zona como el Sporting de Lutxana, el Acero Club de Olabeaga, el Club Deportivo Larramendi de Alonsótegui, la Sociedad Deportiva Basurto , la Sociedad Deportiva Indautxu y la U.D. Burtzeña. En la temporada 2018-2019, jóvenes del barrio crean la agrupación Zorrotza Hintxak, con el objetivo de animar al equipo en los partidos de casa e incluso haciendo algunas salidas a los partidos de fuera.

## Jugadores destacados
El futbolista más destacado del club ha sido sin duda Leonardo Cilaurren, que pasó del Zorroza F.C. como aficionado al Arenas de Getxo donde inicia su trayectoria profesional (1928) y fue seleccionado en catorce ocasiones por España entre 1931 y 1934, jugando el Mundial de Italia. Cilaurren fichó en 1931 por el Athletic donde ganó dos ligas (1934 y 1936) y dos Copas (1932 y 1933). Tras acabar la Guerra Civil se exilió en América donde jugó en River Plate, Peñarol y Real España. En este último equipo mexicano ganó la liga 1944/45, la Copa 1943/44 y dos Copas de Campeones (1944 y 1945).

## Campeonatos logrados desde su fundación en competiciones oficiales
- 1922-1923 - Serie C (campeón de grupo)
- 1932-1933 - Serie C (campeón absoluto)
- 1969-1970 - Primera Regional (campeón absoluto)
- 1994-1995 - Regional Preferente (campeón absoluto)
- 2019-2020 - Tercera Territorial (campeón de grupo) - Este torneo fue suspendido por la FVF-BFF en la jornada 23.

## Datos del club
- Temporadas en 1ª: 0
- Temporadas en 2ª: 0
- Temporadas en 2ªB: 0
- Temporadas en 3ª: 6
- Mejor puesto en la liga: 10º (Tercera división, temporada 79-80)

- Datos: Q11106502